# Eugène Buret
Antoine-Eugène Buret (* 6. Oktober 1810 in Troyes; † 23. August 1842 in Saint-Leu-Taverny, Département Seine-et-Oise) war ein französischer Ökonom, Soziologe und Journalist, der bekannt ist als Anhänger von Jean-Charles-Léonard Simonde de Sismondi.
Burets Untersuchung La misère des classes laborieuses en France et en Angleterre (2 Bde., 1841) gilt als einer der bedeutendsten Beiträge zur Pauperismus-Debatte um 1840. Es erschien vier Jahre vor der ähnlichen Arbeit von Friedrich Engels.
1837 eröffnete die Académie des sciences morales et politiques einen Wettbewerb zum Thema: „Bestimmen, worin das Elend in den verschiedenen Ländern besteht und durch welche Anzeichen es sich bemerkbar macht. Die Ursachen aufsuchen, die es hervorrufen.“ Da die eingereichten fünf Antworten nicht für genügend befunden wurden, wurde die Frist bis zum Dezember 1839 verlängert. Unter den nunmehr zweiundzwanzig Einreichungen trug Buret mit seiner eine mit 2500 Francs dotierte Goldmedaille davon. Sein preisgekrönte Text lieferte Buret den Grundstock für das darauf veröffentlichtes Werk.
Sowohl Pierre-Joseph Proudhon als auch Karl Marx studieren und beziehen sich auf diese material- und gedankenreiche Arbeit über die Lage der arbeitenden Klassen in Frankreich und in England.

## Werke
- Carl Ritter: Géographie générale comparée, ou Étude de la terre dans ses rapports avec la nature et avec l'histoire de l'homme. Pour servir de base à l'étude et à l'enseignment des sciences physiques et historiques. Société typographique belge, 1838
- La misère des classes laborieuses en Angleterre et en France. 1840; Reprint 1979, googlebooks
- Question d'Afrique: de la double conquête de l'Algérie par la guerre et la colonisation : suivi d'un examen critique du gouvernement, de l'administration et de la situation coloniale. 1842 googlebooks
- Louis Auguste Blanqui, Pellegrino Rossi, Eugène Buret: Cours d'économie politique; Histoire de l'économie politique en Europe depuis les anciens jusqu'à nos jours. Brüssel 1843.  (vgl. Karl Marx: Das Kapital, Band III, MEW 25, S. 811.).